# 岁岁青莲
《岁岁青莲》（英語：Story of Qinglian; Blooming Days; Xifei's Royal Love in the Palace）原名為《熹妃传》，是一部2023年的中国大陆架空古裝剧，改编自解语网络小说《清宫熹妃传》。由何润东、何泓姗领衔主演，黃宥明、周勵淇、張晨光、沈泰、高曙光、傅菁等主演，于2019年6月開機，9月杀青。2023年初取得网络剧发行许可证。原定2023年5月18日首播，后宣布因“技术原因”推迟，於2023年10月23日腾讯视频播出。

## 播出时间
| 频道     | 所在地   | 播出日期       | 播出时间 | 备注 |
| -------- | -------- | -------------- | -------- | ---- |
| 腾讯视频 | 中国大陆 | 2023年10月23日 |          |      |

## 演员列表

### 主要演员
| 演員                | 角色   | 介紹 | 配音 |
| 何润东(少年:簡宇熙) | 賀連信 | 安王賀云朔的三公子→昭德將軍→睿郡王→安王 居住於且歌苑。按公子邸制式，可有7位夫人，一嫡+二侧+四庶+婢妾不计数：駱青蓮、方懷蕊、慕海瑤、李淺陌、許寄柔、叶秀、宋夫人、南如珍、沈靜容的丈夫。曾經與阮之湄相愛，但被阮之湄為了追求權利而放棄，也曾经與慕海瑶有一段美好的愛情。用千里良駒誘騙賀連佐將駱青蓮變成自己的婢妾，在駱青蓮幫助他朝堂上的謀略，也欣賞她的聰慧，漸漸愛上駱青蓮。因要求與駱青蓮圓房後，駱青蓮懷上與自己的孩子，後因南如珍的挑撥，卻誤會駱青蓮與呂北逸餘情未了，而爭吵後跑去南如珍的寢殿，卻不知駱青蓮被南如珍丟在外面的豆子而滑倒難產，後來得知駱青蓮流產，後悔不已，在駱青蓮的幫助下，被安王冊封為睿郡王，後與駱青蓮和好，駱青蓮再次懷孕生下與自己的兒子，被安王賜名為賀南昭。 | 陳浩 |
| 何泓姗              | 駱青蓮 | 駱家大小姐→五公子賀連佐的奴婢→三公子賀連信的婢妾→庶人→婢妾→庶夫人→側夫人→安王的側妃→王妃(未冊封) 典寶署駱容與的長女；駱展軒、駱展昂之妹；駱水蘭之姐；呂北逸的青梅竹馬。與先王妃長相相似，原本入府選侍要嫁給安王賀云朔為妾，卻意外嫁給三公子賀連信。原居住於流雲小築，後在世子陷害賀連信時，護駕賀連信有功，被王爺賜先王妃玉笛可終身免死，再由賀連信指示搬入漣微居，離未晞池最近，風景特別好。因賀連信要求與她圓房後，本來對賀連信懷有怨恨，卻發現懷上了與賀連信的孩子，期間賀連信的體貼關照，漸漸愛上賀連信，後因南如珍的挑撥，卻被賀連信誤會與呂北逸餘情未了，而爭吵後追過去找賀連信，卻踩到被南如珍丟在外面的豆子而滑倒難產，對賀連信感到失望，而與賀連信恩斷義絕，與賀連信說要他廢她為庶人，然後到別院待了2年，然後再別院招到南如珍下毒，後裝瘋，來取得賀連信的憐憫，並幫助賀連信成為睿郡王，後與賀連信和好，再次回到府中，被德夫人請求安王冊封為庶夫人，並再次懷孕，生下與賀連信的兒子，被安王賜名為賀南昭。 | 張喆 |
| 黄宥明              | 呂北逸 | 賀連信的幕僚→曲涼左長史 駱青蓮的青梅竹馬，喜歡駱青蓮，可以為她犧牲性命、放棄考取仕途，但仍渴望功名。原為曲涼名醫，為救駱青蓮被安王貶為永襲贱籍，全家亦受牽連而承受不住贱籍之苦懸樑自盡。賀連信總共給呂北逸3次機會可和駱青蓮一起離開，但呂北逸都選擇放棄駱青蓮，因為若駱青蓮留在賀連信身邊，做為交換條件，賀連信答應幫呂北逸擺脫贱籍。 |      |

### 信邸
| 演員     | 角色           | 介紹 | 配音   |
| 何润东   | 賀連信         | 賀朔的三公子→昭德將軍→睿郡王→安王 參見#主要演员。 | 陳浩   |
| 何泓姗   | 駱青蓮         | 駱家大小姐→賀連佐的奴婢→賀連信的婢妾→庶人→婢妾→庶夫人→側夫人→安王的側妃→王妃(未冊封) 參見#主要演员。 | 張喆   |
| 周励淇   | 方怀蕊         | 方家大小姐→賀連信的嫡夫人→安王的王妃→廢妃 居住於驚秋院。曲涼舊主方氏長女，秀毓名門，仁善勤儉，為了方氏一族的尊榮，吩咐方爾格在賀連信遇險時按兵不動。 | 劉薇薇 |
| 黄圣依   | 慕海瑶(瑶夫人) | 賀連信的側夫人→庶人→安王的側妃 居住於朗月閣。一直深愛著賀連信，曾经與賀連信有一段美好的愛情，無意不小心錯殺暉兒，並嫁禍給駱青蓮，後賀連信得知暉兒的死與她有關，但為了慕家的地位而忍受。與陌夫人同時懷孕，因害陌夫人險些流產，被陌夫人利用駱青蓮掉落的步搖報復滑胎，但買通產婆掉包陌夫人兒子。後被駱青蓮設計，而被賀連信廢除側夫人封號，而移居南郊別院待了16年，後來因為慕天殊的關係，而被釋放出來，回到府中被冊封為側妃。本與柔夫人交好，後因為對其背叛而疏遠，生病時只有駱青蓮來關心她，漸漸被駱青蓮的的關心而感動，與駱青蓮從一開始的對立關係，變成惺惺相惜的好友，被方懷蕊陷害，後因病吐血過世，沒有與來探望她的賀連信見面。 |        |
| 範楨     | 李淺陌(陌夫人) | 賀連信的側夫人→庶人 居住於聽瀾閣。為人勢利虛榮，愚蠢懦弱，欺軟怕硬。與瑶夫人同時懷孕，被瑶夫人害得險些流產，因此利用駱青蓮掉落的步搖報復瑶夫人滑胎，但自己的兒子卻被瑶夫人買通產婆掉包。因讓人用惡犬攻擊駱青蓮不成，被賀連信廢除側夫人之位而成為庶人，囚禁於永寒閣。 |        |
| 白瀾     | 許寄柔(柔夫人) | 賀連信的婢妾→庶夫人→安王的庶妃 居住於棲雁樓。曾懷孕6個月時被叶夫人害小產。本對瑶夫人忠心耿耿，卻中了瑶夫人下的大漠噬心毒，又因瑶夫人的隨從徐良川知道控制毒發的方法，且在瑶夫人移居南郊別院時成為陌夫人的下人，迫使柔夫人聽從陌夫人差遣，配合演出惡犬攻擊駱青蓮，但過程中卻想方設法盡量邊害邊救駱青蓮。駱青蓮看清柔夫人害她只是為了自保，但救她卻寧可犧牲自己，因此沒有揭發她反而與容姑娘在賀連信面前打掩護，後與駱青蓮成為朋友。 |        |
| 金玫玫   | 叶秀(叶夫人)   | 賀連信的庶夫人 曾經害柔夫人懷孕6個月時小產。 |        |
| 張璐瑤   | 宋夫人         | 賀連信的庶夫人 |        |
| 夏楠     | 南如珍         | 賀連信的婢妾→庶夫人→側夫人→庶人 居住於靜姝館。八面玲瓏，表裡不一，心機深沉，話裡藏刀，是四夫人阮之湄安插在賀連信身邊的人，為了讓她對付駱青蓮，最後為了爭寵，而利用一名書生與他生下孩子，假借為與賀連信的兒子，取名為昀兒，後來昀兒被發現不是賀連信得兒子，在滴血驗親當天過世，後被身邊婢女揭發昀兒是她與一名書生生下的孩子，本要被賀連信仗斃，因駱青蓮求情，只被貶為庶人，趕出公子邸，後被阮之湄派人殺害滅口。 |        |
| 李芸     | 沈靜容(容姑娘) | 沈家大小姐→賀連信的婢妾→安王的婢妾 沈靜妍之姐；靈薇之母親；策倫之岳母。幫助駱青蓮後，與駱青蓮成為朋友，姐妹相稱。因女兒被迫遠嫁，憂思成疾，最終在駱青蓮懷中嚥下最後一口氣。 |        |
| 王羿鵾   | 暉兒           | 方怀蕊之子 賀連信的長子，被慕海瑶不小心害死。 |        |
| 華程     | 時兒           | 李淺陌之子 被瑶夫人買通產婆掉包為其子，瑶夫人移居南郊別院時，由陌夫人扶養，陌夫人囚禁於永寒閣時，由方怀蕊扶養。 |        |
| 葉晟彤   | 賀南昭(昭公子) | 駱青蓮之子 |        |
| 陳芊樺   | 靈薇           | 沈靜容之女；賀連信之郡主 暉兒、時兒之妹；昭公子之姐(大一歲)；策倫之妻。 |        |
| 於恆     | 蘇南春         | 賀連信的隨從 |        |
| 趙振廷   | 李塘           | 駱青蓮的隨從 → 南如珍的隨從 → 駱青蓮的隨從 → 賀連信的手下 | 武文   |
| 陳木易   | 徐良川         | 慕海瑶的隨從 → 李淺陌的下人 → 南如珍的隨從 → 慕海瑶的隨從 |        |
| 臧洪娜   | 染雲           | 駱青蓮的婢女 |        |
| 冷鑫瑤   | 織月           | 駱青蓮的婢女 |        |
| 丁柳雁   | 醉柳           | 方怀蕊的婢女 |        |
| 嚴伊依   | 如畫           | 慕海瑶的婢女 |        |
| 王婷     | 嵐兒           | 慕海瑶的婢女 |        |
| 台雅雯   | 半秋           | 李淺陌的婢女 |        |
| 亓浩然   | 绿夏           | 李淺陌的婢女 |        |
| 张文婷   | 花扶           | 許寄柔的ㄚ鬟 |        |
| 石敏     | 剪雨           | 南如珍的婢女 |        |
| 丁煒     | 綺眉           | 南如珍的婢女 |        |
| 李小甜   | 知繪           | 沈靜容的婢女 |        |
| 申屠韓茜 | 香檸           | 靈薇的婢女 |        |

### 安王府
| 演員   | 角色         | 介紹 | 配音 |
| 张晨光 | 賀云朔         | 安王 大穆曲涼安王，賀連伯、賀連儲、賀連信、賀連修、賀連佐、賀連值、賀連倚、賀連化、賀連儉、賀元雪的父親。 |      |
| 何泓姗 | 先王妃(芙儿) | 賀云朔的原配夫人 賀連儲的母親。                                                                             |      |
| 羅海瓊 | 德夫人       | 賀云朔的側夫人 賀連信、賀連化的母親，居住於朝暉院，偏心自己養大的賀連化。                                   |      |
| 耿黎明 | 懿夫人       | 賀朔的妾室 賀連信出生後至9歲的養母。                                                                      |      |
| 冯棉   | 敬夫人       | 賀朔的妾室 賀元雪的母親。                                                                                 |      |
| 鄧英   | 錦芳嬤嬤     | 賀云朔原配王妃的婢女                                                                                        |      |
| 錢哆多 | 秋實嬤嬤     | 賀云朔之德夫人的婢女                                                                                        |      |
| 李洪權 | 於德常       | 於總管 賀云朔的隨從                                                                                         |      |

### 賀家其餘+周邊
| 演員                | 角色   | 介紹 | 配音 |
| 陳寶國              | 賀連伯 | 賀云朔的長子→郡王 賀連信的大哥。 |      |
| 李進榮(少年:唐嘉澤) | 賀連儲 | 賀云朔的二公子→世子→廢世子→復立世子→ 賀連信的二哥。                                                                                              | 嚴明 |
| 满柠溪              | 二夫人 | 二公子的夫人 賀連儲的妻子。 |      |
| 高蘭村              | 袁百里 | 曲涼右長史 賀連儲的舅舅，先王妃的兄弟。 |      |
| 王天龙              | 宋安   | 賀連儲的隨從。 |      |
| 葉鵬                | 方爾格 | 賀連信的手下 方怀蕊之胞弟，在賀連信遇險時按兵不動。                                                                                            |      |
| 赫子铭              | 慕天殊 | 賀連信的手下→曲涼右長史 慕海瑤之兄長。 |      |
| 沈泰                | 賀連修 | 賀云朔的四公子→奋威將軍→礼郡王 賀連信的四弟；阮之湄之夫。                                                                                        |      |
| 曾一萱              | 阮之湄 | 四夫人→礼郡王妃 賀連修的嫡妻，心機深沉，曾經與賀連信相愛，但為了權利，而放棄與他在一起，忌憚駱青蓮，安插南如珍在賀連信身邊爭寵，以牽制駱青蓮。 |      |
| 謝欣貝              | 流煙   | 阮之湄之婢女 |      |
| 李德龍              | 賀連佐 | 賀云朔的五公子→鎮护將軍 賀連信的五弟。 |      |
| 王資允              | 五夫人 | 五公子的夫人 |      |
| 謝辰                | 賀連值 | 賀云朔的六公子 賀連信的六弟。 |      |
| 陳鵬萬里            | 賀連倚 | 賀云朔的七公子→義郡王 賀連信的七弟，從小被送到德夫人身邊，由9歲的賀連信帶大。                                                                    |      |
| 李豪                | 賀連化 | 賀云朔的八公子→昭德將軍 賀連信的同父同母弟弟。                                                                                                   |      |
| 武澤錦熙            | 賀連儉 | 賀云朔的九公子 賀連信的九弟。 |      |
| 陈鸿锦              | 賀連攸 | 賀云朔的公子 賀連信的弟弟。 |      |
| 關雪盈              | 賀元雪 | 賀云朔的女兒 賀連信的妹妹，喜歡呂北逸。 |      |
| 黑海                | 毛大   | 南郊別院的護院 毛二之兄 |      |
| 東靖川              | 毛二   | 南郊別院的護院 毛大之弟 |      |

### 駱府
| 演員                | 角色   | 介紹                                                                                                 |
| 高曙光              | 駱容與 | 典寶署官員 → 典寶署典副 駱展軒、駱展昂、駱青蓮、駱水蘭的父親。                                       |
| 齊歡                | 駱母   | 駱容與的夫人；駱展軒、駱展昂、駱青蓮、駱水蘭的母親。                                                 |
| 孫仲秋              | 駱展軒 | 駱容與、駱母的兒子；駱展昂、駱青蓮、駱水蘭的大哥。                                                   |
| 徐凌晨(幼年:姜瑞霖) | 駱展昂 | 駱容與、駱母的兒子；駱青蓮、駱水蘭的二哥。                                                           |
| 馬菲                | 駱水蘭 | 駱容與、駱母的二女兒；駱展軒、駱展昂、駱青蓮的二妹。                                                 |
| 張歡歡              | 東籬   | 忠心跟隨駱青蓮多年的婢女，喜歡賀連倚，在賀連倚前往邊疆的時候，請求賀連信、駱青蓮准許她陪同前往邊疆。 |

### 其他演員
| 演員     | 角色   | 介紹                                          |
| 王時雨   | 趙青則 | 趙青雲之兄 與南如珍發生關係、並有一子。       |
| 閔春曉   | 趙青雲 | 趙青則之妹 為了趙青則入宮報仇。               |
| 趙昱童   | 策倫   | 次格爾汗王 賀連信、沈靜容之女婿；靈薇之丈夫。 |
| 仁青娜姆 | 沈靜妍 | 沈靜容之妹                                    |
| 戚跡     | 陳牧白 |                                               |
| 王若溪   | 孫康敏 |                                               |

## 电视剧歌曲
| 曲序 | 曲目               |             | 作曲   | 演唱   |
| ---- | ------------------ | ----------- | ------ | ------ |
| 1.   | 似夏（主题曲）     | 林乔/刘恩汛 | 张宏   | 周深   |
| 2.   | 歲歲年年（片尾曲） | 林喬        | 岑思源 | 常思思 |
| 3.   | 心畔（插曲）       | 吳躍鑫      | 李方睿 | 劉惜君 |
| 4.   | 盡望（插曲）       | 徐成        | 劉鳳瑤 | 馬仕釗 |